# Earbound
Earbound är Blue for Twos fjärde musikalbum utgivet i november 1994. Inspelad 1993 och 1994 i Music-A-Matic Studio, Göteborg. Den släpptes på det svenska skivbolaget Energy Rekords.  
"International" och "Solitary" släpptes som singlar.  
Skivan är full av kompositioner med utmejslade melodier, klockrena refränger och sinnrika arrangemang. De åkte på en kort turné tillsammans med Jörgen Cremonese (från Whipped Cream) och Kevin Willoughby.
I december 1994 släpptes även julsingeln  "Christmas Song", som spelades in med en rad olika svenska artister, bl. Kent Norberg (Sator) och Ebbot Lundberg.

## Låtlista[4]
1. Wiping The Dust   (Lipp) – 4:20
2. It Ain’t Me   (Lipp) – 4:14
3. Solitary   (Lipp, Jane Magnusson) – 5:02
4. International   (Wadling, Thomas Leer) – 3:38
5. Words But A Whisper   (Wadling) – 4:32
6. Melancholy Fuel   (Lipp, Anders Holm) – 5:06
7. Jesus Tears (Lipp) – 3:40
8. Dreamers Dream (Lipp) – 5:02
9. The Twang (Lipp) - 4:13
10. Killing Floor (Wadling, Wolf) - 2:11
11. Interzone (Wadling,Lipp) - 5:19

## Musiker
- Freddie Wadling - sång
- Henryk Lipp - keyboards, gitarrer, bakgrundssång, loopar och programmering
- Jörgen Cremonese - gitarr och bakgrundssång
- Kevin Willoughby - bas, rytmgitarrer, keyboards, slagverk och sång
- Debbie Cameron  - bakgrundssång
- Marie Ell - sång på "Dreamers Dream"
- Chips Kiesbye - gitarr på "International", bakgrundssång på "Wiping The Dust"
- Nille Perned - akustisk gitarr på "International", "Jesus Tears" och "Solitary"
- Katti Ståhl - bakgrundssång på "International"
- Annika Moberg, Ania Ryne, Jane Magnusson, Inka Ullén, Chips Kiesbye, Jörgen Cremonese, Kevin Willoughby, Fredrik Medin, Anders Lennartsson och Stefan Högström - bakgrundssång på "Dreamers Dream"
- Gud - regn på "Words But A Whisper"